# Barton Mills
Barton Mills est un village et une paroisse civile du Suffolk, en Angleterre.